# Celia Montoya Montoya
Celia Montoya Montoya (Madrid, 1969) es una actriz y cantante española de etnia gitana, activista por los derechos del pueblo gitano.

## Biografía
Nació en Madrid en 1969. De manera autodidacta, centrada en las tablas, forjó su desarrollo profesional como actriz y cantante.
Activista por los derechos del pueblo gitano, comprometida con el movimiento social Ververipen, Rroms por la diversidad, a través del cual trabajó para crear una conciencia de calidad sobre qué es ser gitana o gitano, curándose de estereotipos y fobias. Durante años fue coordinadora y creadora de las estrategias de trabajo pioneras del programa Rromani pativ, dignidad gitana en los mass media e internet, en un programa de la Plataforma Khetane. Colaboró en el programa de Radio Nacional de España Gitanos arte y cultura romaní.
Con un largo recorrido por las diferentes organizaciones romaníes en las que trabajó, unas veces  como experta del grupo de trabajo de cultura del Consejo Estatal del Pueblo Gitano, otras como coordinadora de la fundación de Secretariado Gitano. Representó al Instituto Cultural Gitano,  en la mesa redonda de las I jornadas valencianas sobre  "Feminismo romaní", celebradas en Alicante 2017. El 8 de abril de 2018, día Internacional del Pueblo Gitano, dirigió, en Madrid, el acto de la tradicional "Ceremonia del Río", en la que personas de etnia gitana lo celebraron lanzando pétalos de flores, al río  Manzanares. En 2019,  participó con una charla en las jornadas de "Mujer gitana, largo recorrido", organizada por la  Universidad de Cantabria. También, en la misma fecha,  fue incluida en la exposición de mujeres gitanas referentes, que organizó esa universidad. En 2021 colaboró con un artículo en el libro, Antigitanismo. Trece miradas.
Fue responsable del área de igualdad de género y mujeres gitanas en la fundación nacional de Secretariado Gitano. Participando en la federación nacional de mujeres gitanas Kamira, en Córdoba. Impulsora del proyecto estatal empresarial de Fragua Proyect, primera empresa social de servicios globales construida por personas gitanas.

## Premios y reconocimientos
- 2017 Premio de cultura gitana de artes escénicas.[17]